# Kamienie jubilerskie

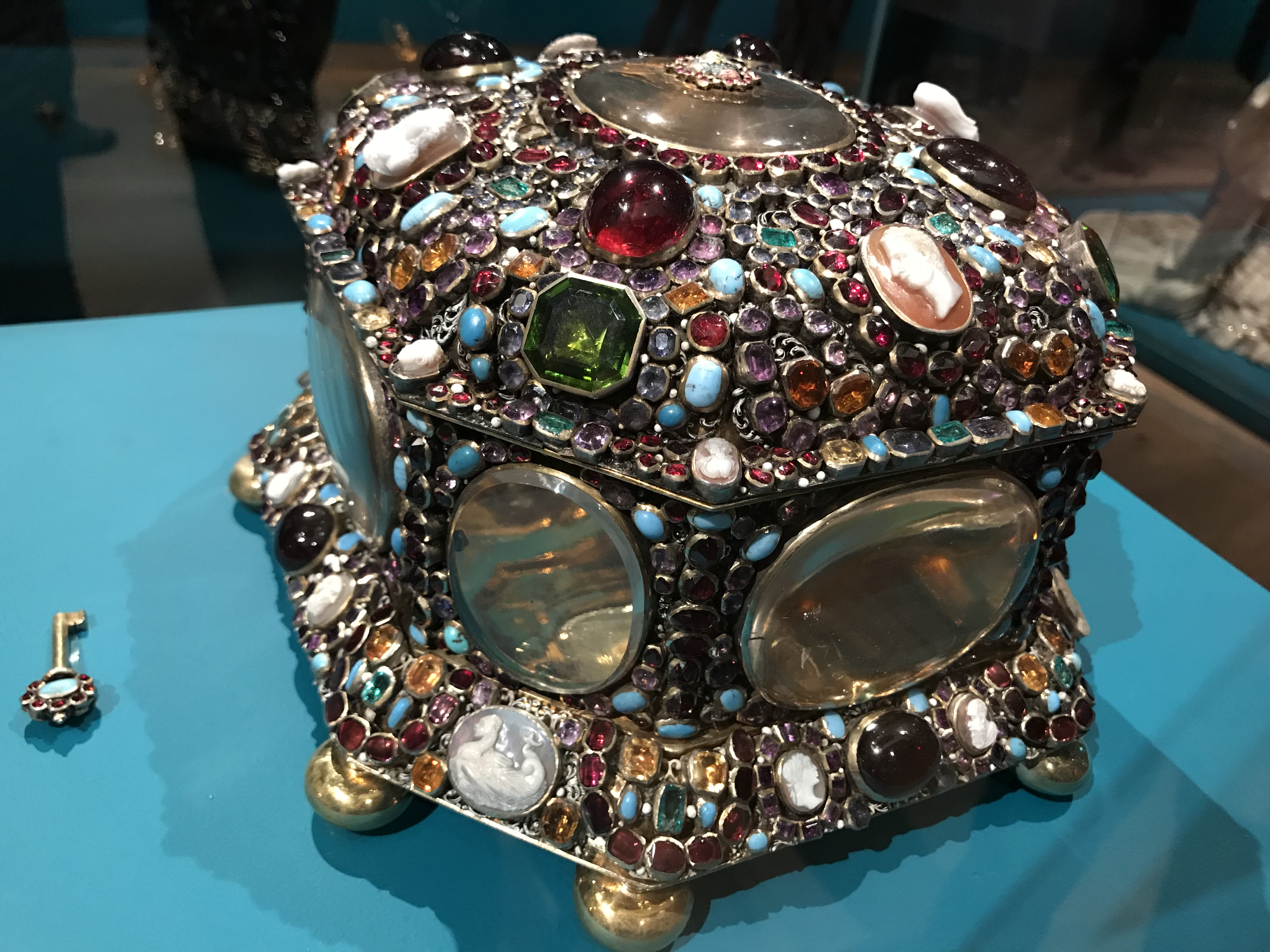
Szkatułka wysadzana różnymi kamieniami jubilerskimi i kameami, około 1690 rok, Ermitaż

Kamienie jubilerskie – ogólny termin obejmujący wszystkie kamienie wykorzystywane w jubilerstwie, czyli szlachetne i ozdobne kamienie naturalne, kamienie syntetyczne, skamieliny i produkty fantazyjne, a także stałe substancje naturalne pochodzenia organicznego – wszystkie w postaci oszlifowanej – znajdujące się w wyrobach jubilerskich.
Oszlifowane kamienie jubilerskie charakteryzują się wysokimi walorami estetycznymi i dekoracyjnymi (barwa, połysk, efekty optyczne) oraz wysoką trwałością, twardością i niezmiennością. Są oprawiane w metale szlachetne.
Ponadto w jubilerstwie wykorzystuje się także kamienie rekonstruowane, kamienie składane (dublety i tryplety) oraz imitacje kamieni.

## Gemmologia
Gromadzeniem i uporządkowywaniem informacji o wszystkich aspektach kamieni szlachetnych i ozdobnych zajmuje się dyscyplina naukowa nazywana gemmologią. Do intensywnego rozwoju gemmologii doszło w XX wieku. Współczesna gemmologia obejmuje zagadnienia z różnych dyscyplin naukowych: mineralogii, fizyki, chemii czy inżynierii materiałowej. Bada genezę i pochodzenie, skład, strukturę, własności, techniki pozyskiwania i przetwarzania materiałów gemmologicznych.
Wyzwaniem dla gemmologów stało się rozróżnianie pomiędzy kamieniami naturalnymi, naturalnymi waloryzowanymi, ich syntetycznymi odpowiednikami oraz imitacjami. We współczesnej gemmologii do identyfikacji kamieni szlachetnych i ozdobnych możliwe jest użycie zaawansowanych metod i specjalistycznej aparatury, tym niemniej badanie optyczne pozostaje najprostszym, tanim i szybkim sposobem rozpoznania kamienia, stosowanym w pierwszej kolejności, dopiero w przypadku niepowodzenia korzysta się z nowoczesnych metod badawczych.
Gemmologia jest wykładana studentom geologii. Znajomość zagadnień gemmologicznych jest przydatna dla osób profesjonalnie związanych z kamieniami szlachetnymi i ozdobnymi (złotników, jubilerów, szlifierzy, historyków sztuki, archeologów, ceramików, artystów, handlowców) oraz gemmologów-amatorów.
Ważną rolę w problematyce gemmologicznej odgrywa właściwe nazewnictwo kamieni szlachetnych i ozdobnych – jednoznaczność pojęć, nazw i określeń kamieni szlachetnych i ozdobnych jest niezbędne do klasyfikacji kamieni i pozwala uniknąć przypadkowych lub zamierzonych pomyłek. Problem ten nie został jeszcze całkowicie rozwiązany. Obok nazw poprawnych, uzasadnionych naukowo, w dalszym ciągu funkcjonują nazwy techniczne, handlowe czy okolicznościowe.

## Rynek jubilerski
Najważniejszym kamieniem na rynku jubilerskim z punktu widzenia ekonomicznego jest diament, który odpowiednio oszlifowany nosi nazwę brylantu. W jubilerstwie wykorzystywane są także m.in. szmaragdy, rubiny, szafiry, topazy, turmaliny, spinele i inne mniej znane kamienie, jak np. tsavoryt czy tanzanit. Rubiny, szafiry i szmaragdy są najważniejszymi kamieniami kolorowymi używanymi w jubilerstwie.

Najważniejsze kolorowe kamienie jubilerskie
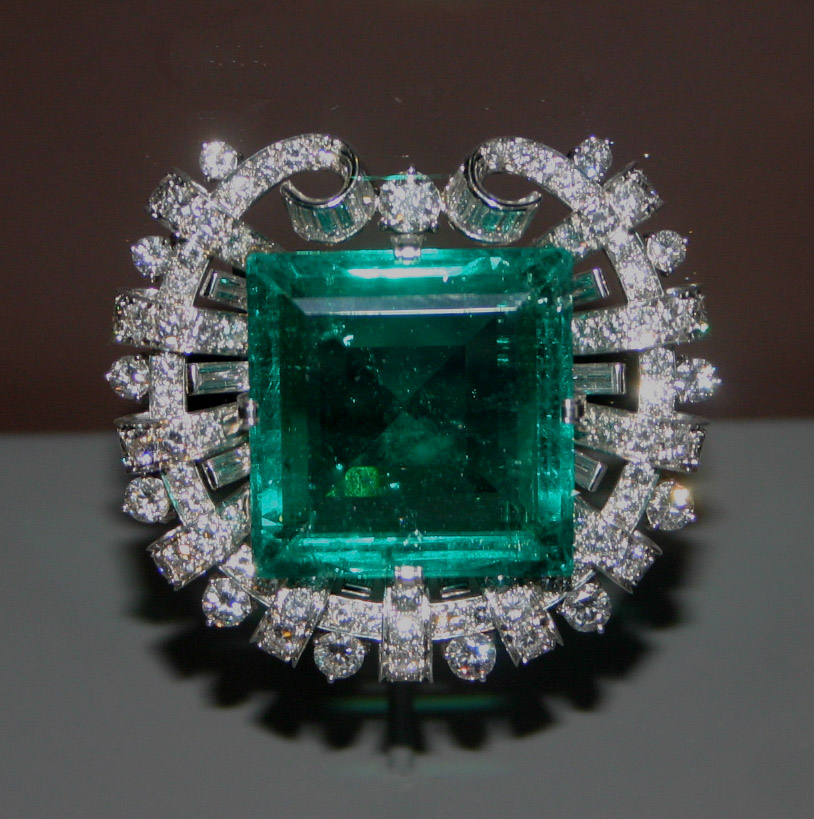
Naturalny szmaragd z Kolumbii
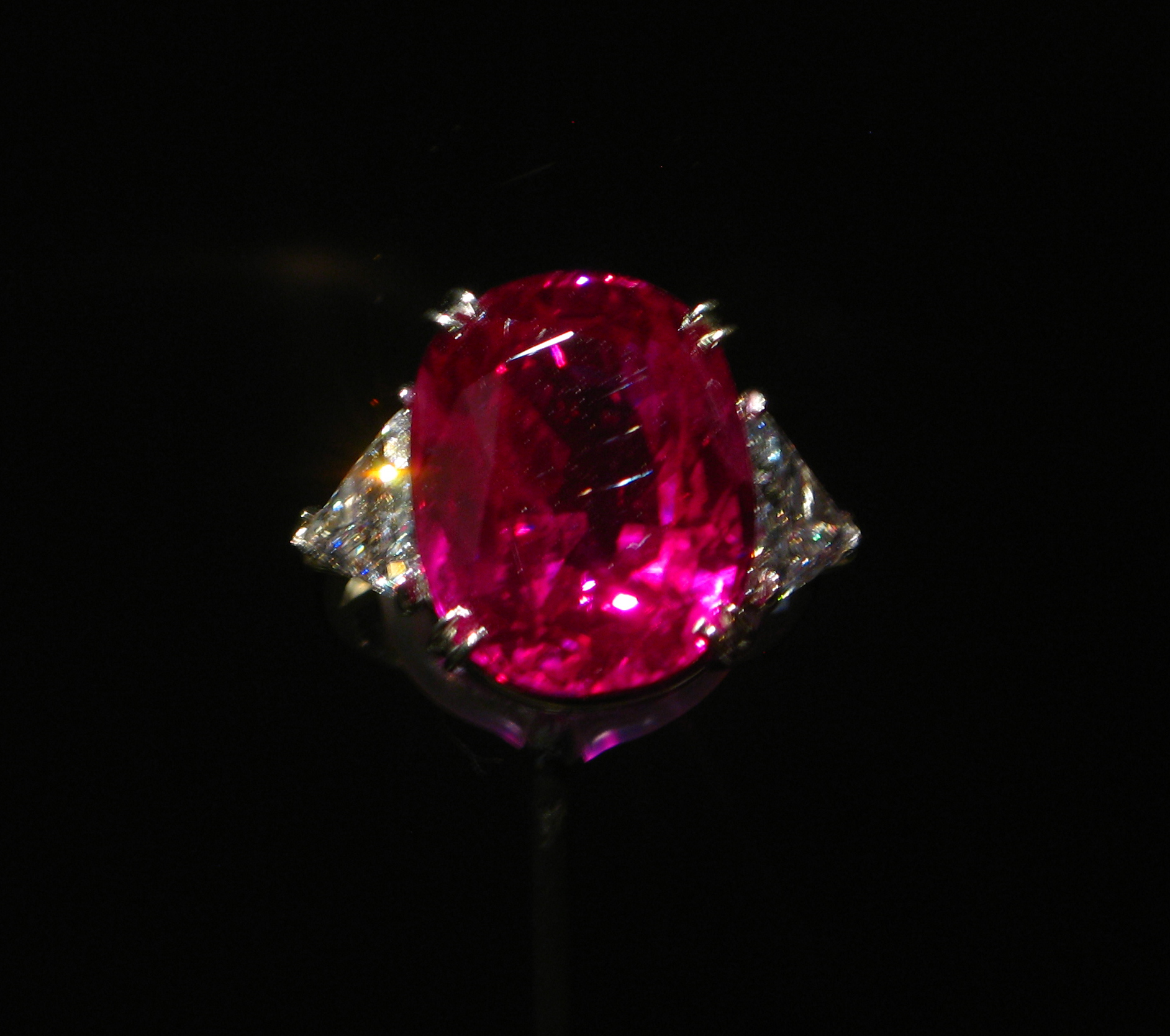
Naturalny rubin z Birmy
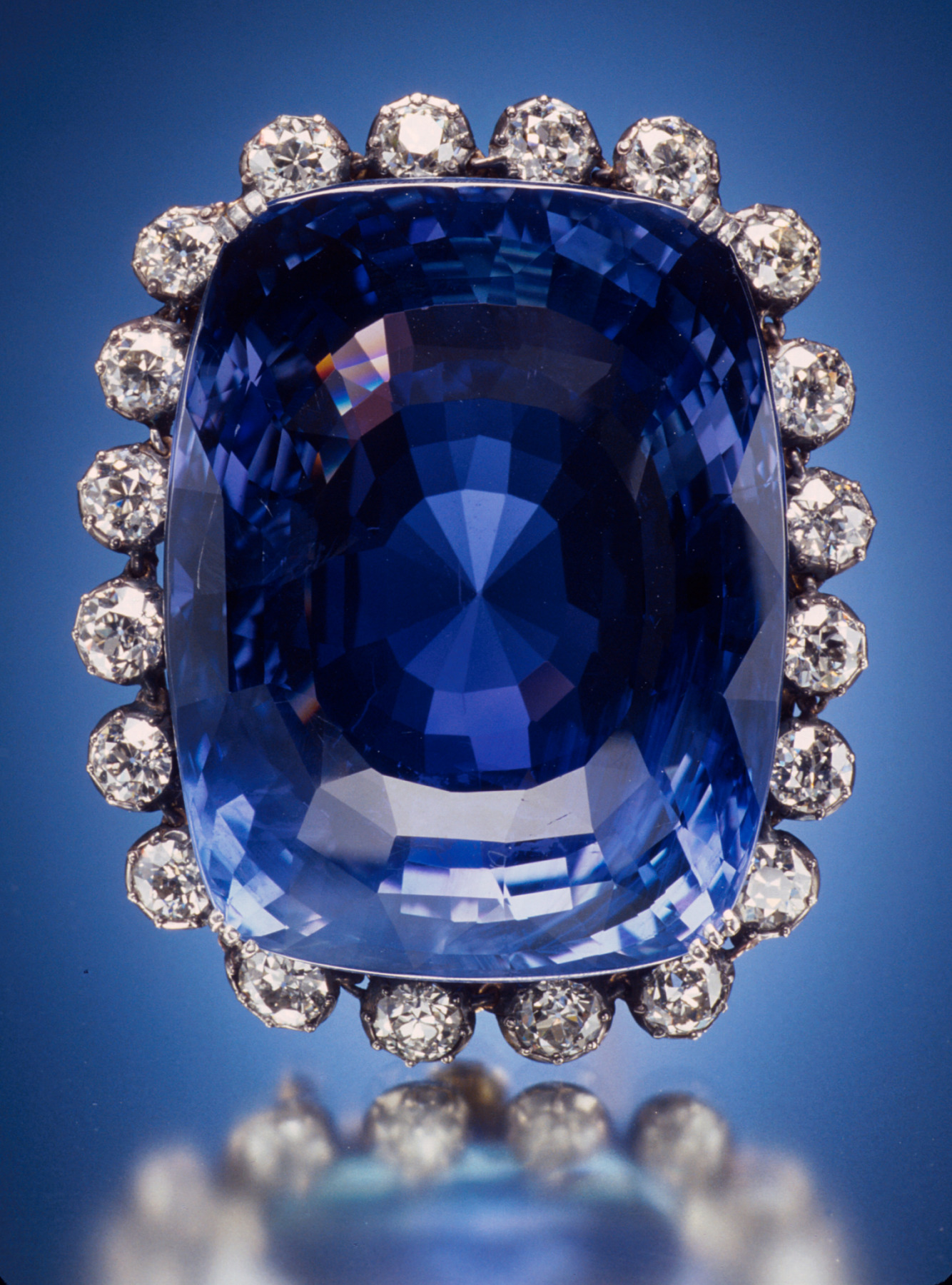
Naturalny szafir ze Sri Lanki

Do kamieni jubilerskich zaliczane są również „kamienie pochodzenia organicznego” czyli stałe substancje naturalne pochodzenia organicznego, zwierzęcego lub roślinnego, powstałe w przyrodzie bez ingerencji człowieka, tj. koral, perła (naturalna i hodowana – klasyfikowana tu, pomimo udziału człowieka w jej wytworzeniu przez perłopławy), bursztyn, skamieniała lawa wulkaniczna czy gagat (jet).

Kamienie jubilerskie pochodzenia organicznego (roślinnego lub zwierzęcego)
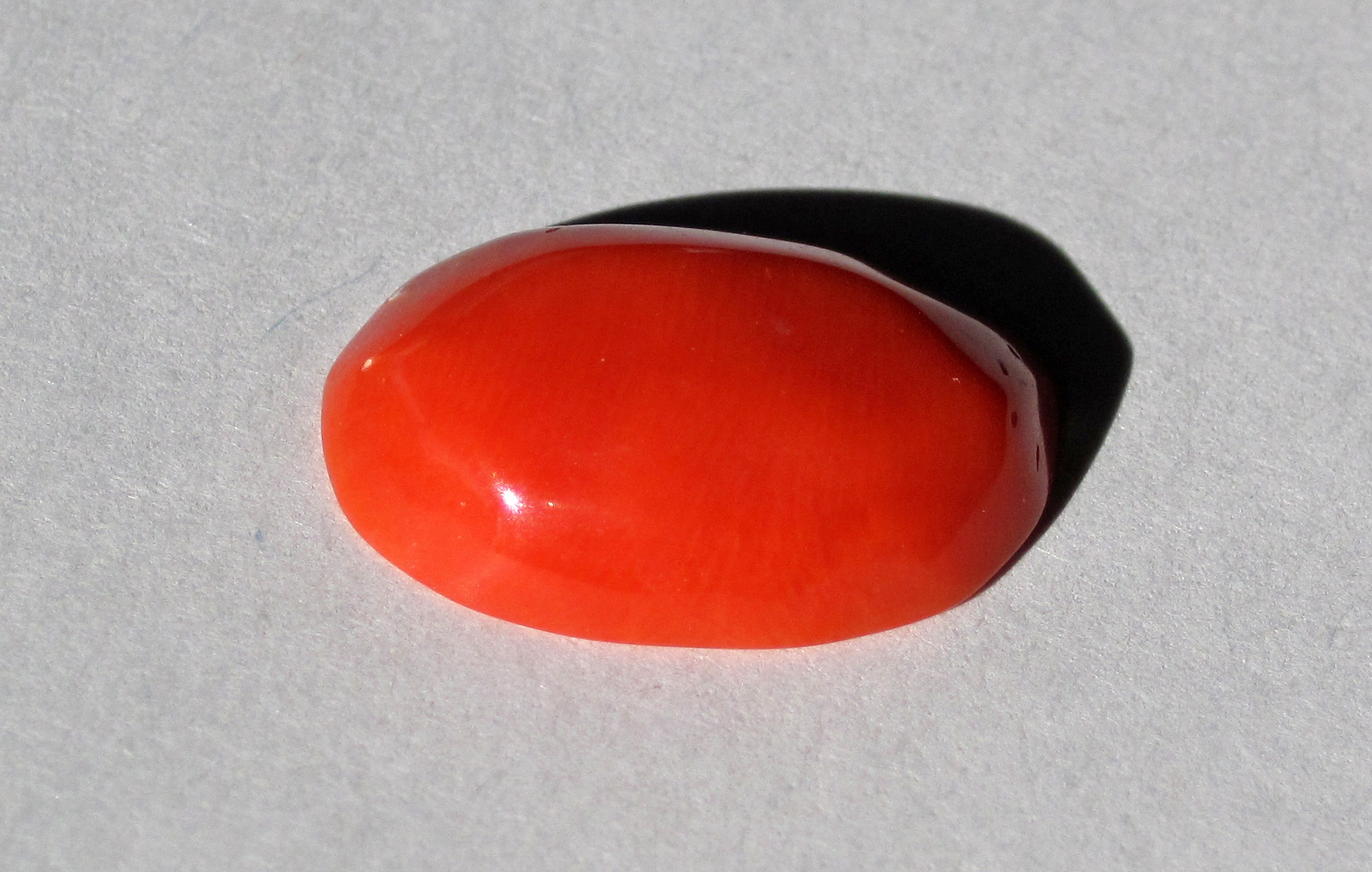
Śródziemnomorski czerwony koral szlachetny
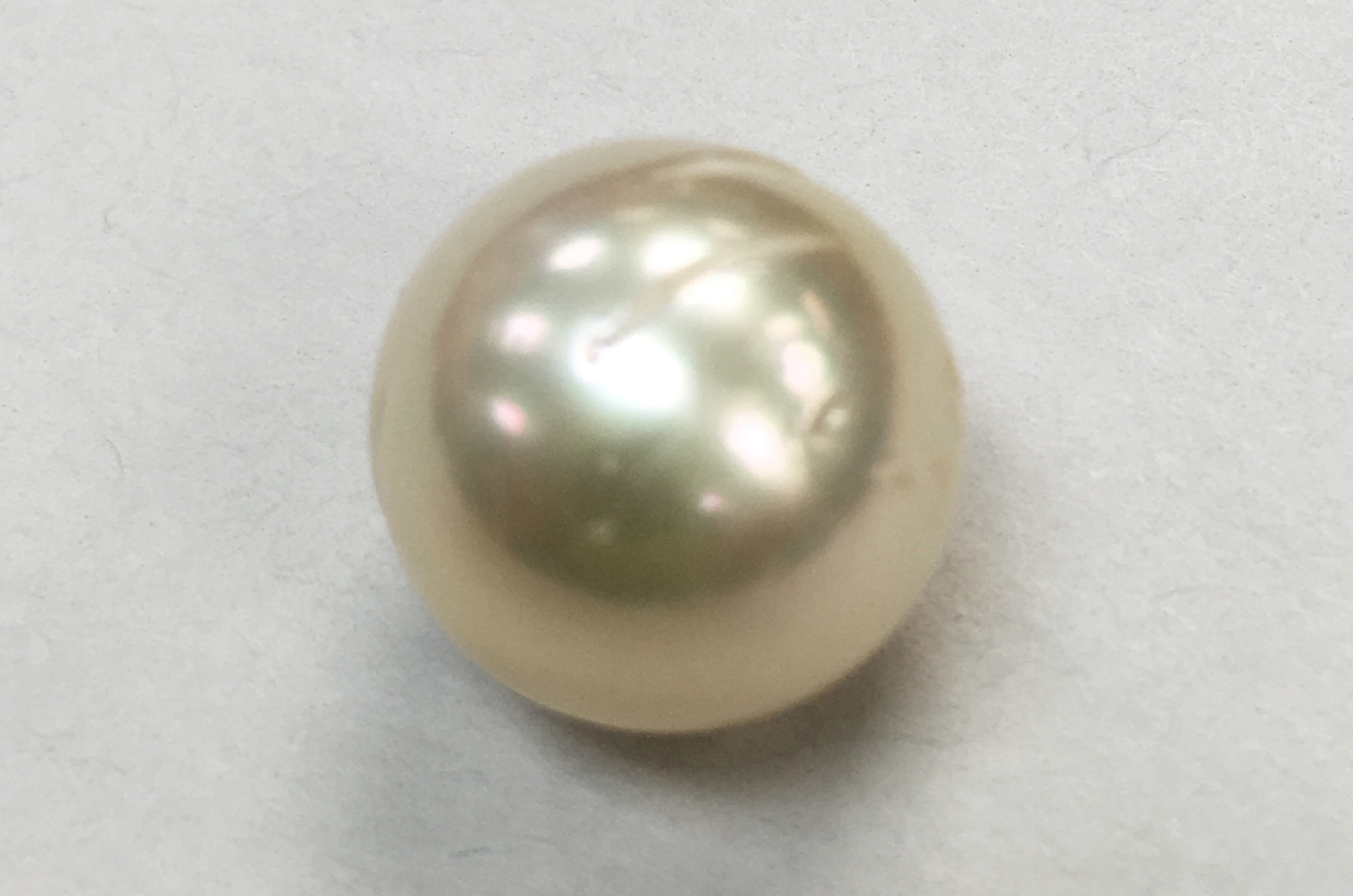
Biała perła
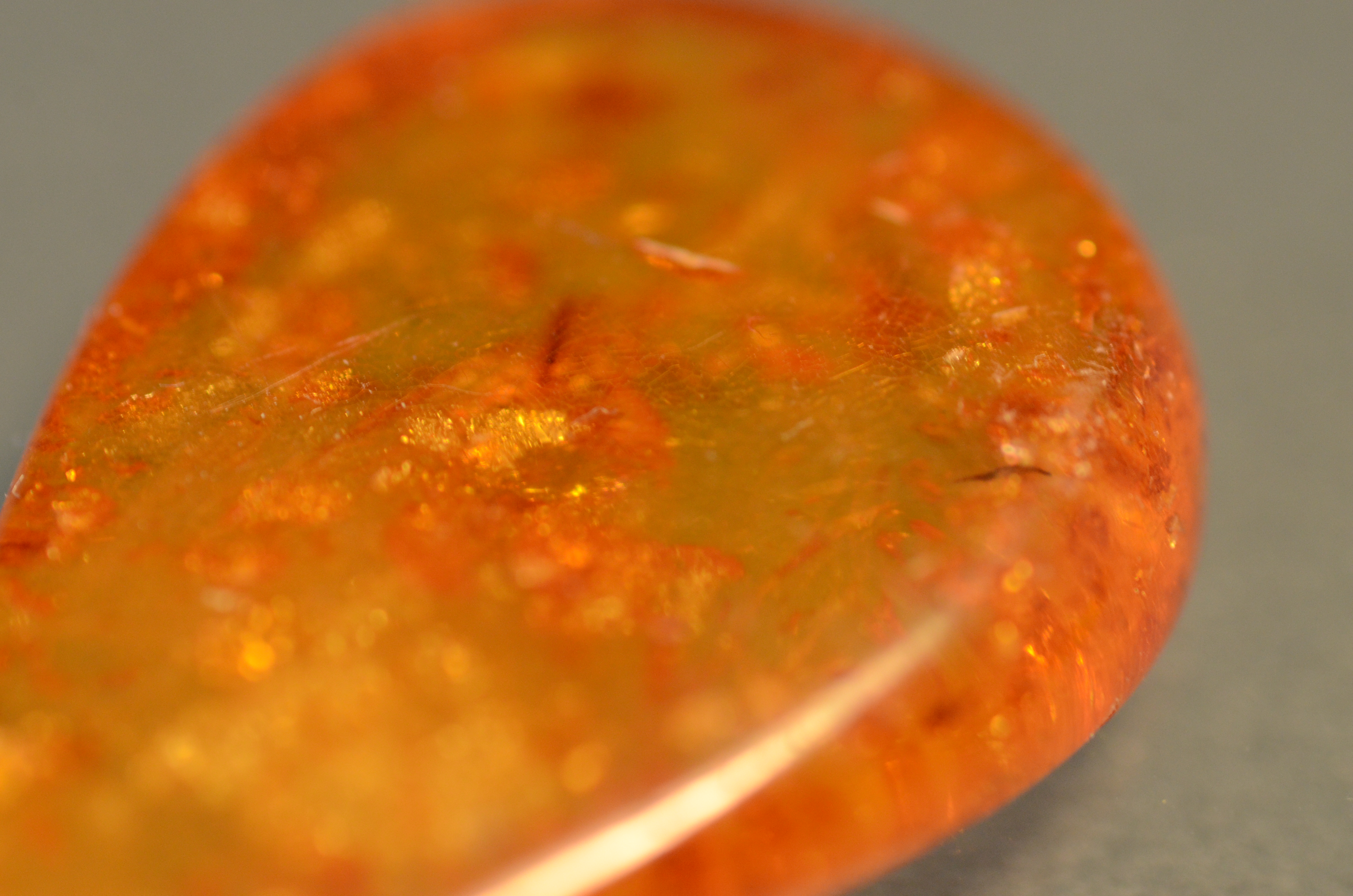
Bursztyn

Ponadto z materiałów organicznych w jubilerstwie wykorzystywane są: kość słoniowa, rogi zwierząt (np. jelenia, bawołu, nosorożca) oraz rogowe powłoki i osłony organizmów (np. szylkret, masa perłowa).
O wartości kamienia jubilerskiego decyduje w pierwszej kolejności jego piękno (kolor, blask, wielkość, kształt), następnie trwałość i twardość, rzadkość występowania i trendy w modzie (np. kość słoniowa wyszła z mody; na popularności zyskują kolorowe diamenty). Wielkość kamieni podawana jest w karatach. Nie istnieje standardowy system oceniania kamieni jubilerskich; opracowano go jedynie dla diamentów, jako tzw. zasadę 4C.
Ze względu na domniemane działanie terapeutyczne kamienie są też cenione przez zwolenników oddziaływania energetycznego na organizm (litoterapia).

## Kamienie naturalne

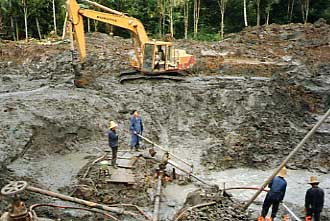
Wydobywanie kamieni szlachetnych w Tajlandii

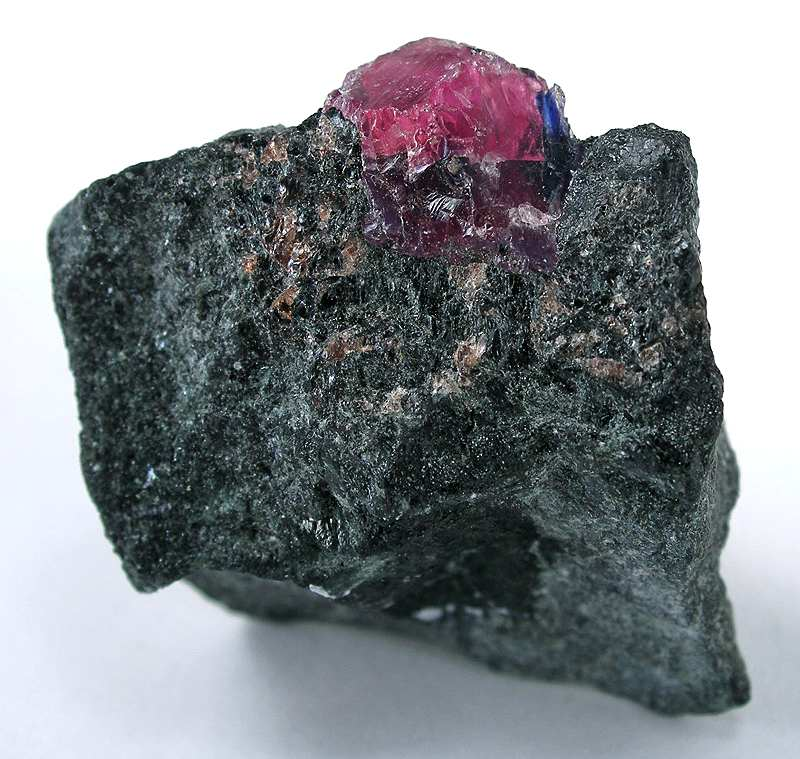
Naturalny rubin w skale

Do najbardziej pożądanych na rynku jubilerskim należą kamienie naturalne. Naturalne kamienie jubilerskie są kamieniami wytworzonymi wyłącznie siłami natury, zaś ingerencja człowieka ogranicza się do ich wydobycia i oszlifowania. Naturalnymi kamieniami szlachetnymi i ozdobnymi są powstałe w przyrodzie minerały i zwykle jednomineralne skały o względnie trwałych cechach fizycznych. Pośród kamieni naturalnych, oprócz kamieni szlachetnych i ozdobnych, bywa też wyróżniana grupa kamieni półszlachetnych.
Najdroższe kamienie naturalne są dużymi, jednorodnymi monokryształami o doskonałej przejrzystości i wysokiej twardości, bezbarwne lub efektownie zabarwione, o silnym połysku i pięknej grze barw. Są one rzadko spotykane w przyrodzie.
Wartość kamieni naturalnych, przede wszystkim kolorowych, zależy również od pochodzenia złoża, np. szafir z Kaszmiru jest znacznie cenniejszy niż szafir z Madagaskaru, zaś rubin birmański jest bardziej ceniony od tego z Mozambiku.
Termin „naturalny kamień jubilerski” nie zawsze jest używany poprawnie i często bywa, intencjonalnie lub nieświadomie, nadużywany w celu osiągnięcia nienależnych większych zysków, prowadząc do utraty zaufania u klientów. W praktyce, w Polsce i na świecie, często wbrew prawdzie, prawie wszystkie kamienie jubilerskie prezentowane są potencjalnym nabywcom jako całkowicie naturalne lub bez ujawniania informacji o naturze kamienia, a w szczególności o zastosowanych wobec niego zabiegach upiększających nazywanych traktowaniem.
Współcześnie jako surowiec jubilerski wykorzystywanych jest około 200 różnych naturalnych minerałów.

### Traktowanie

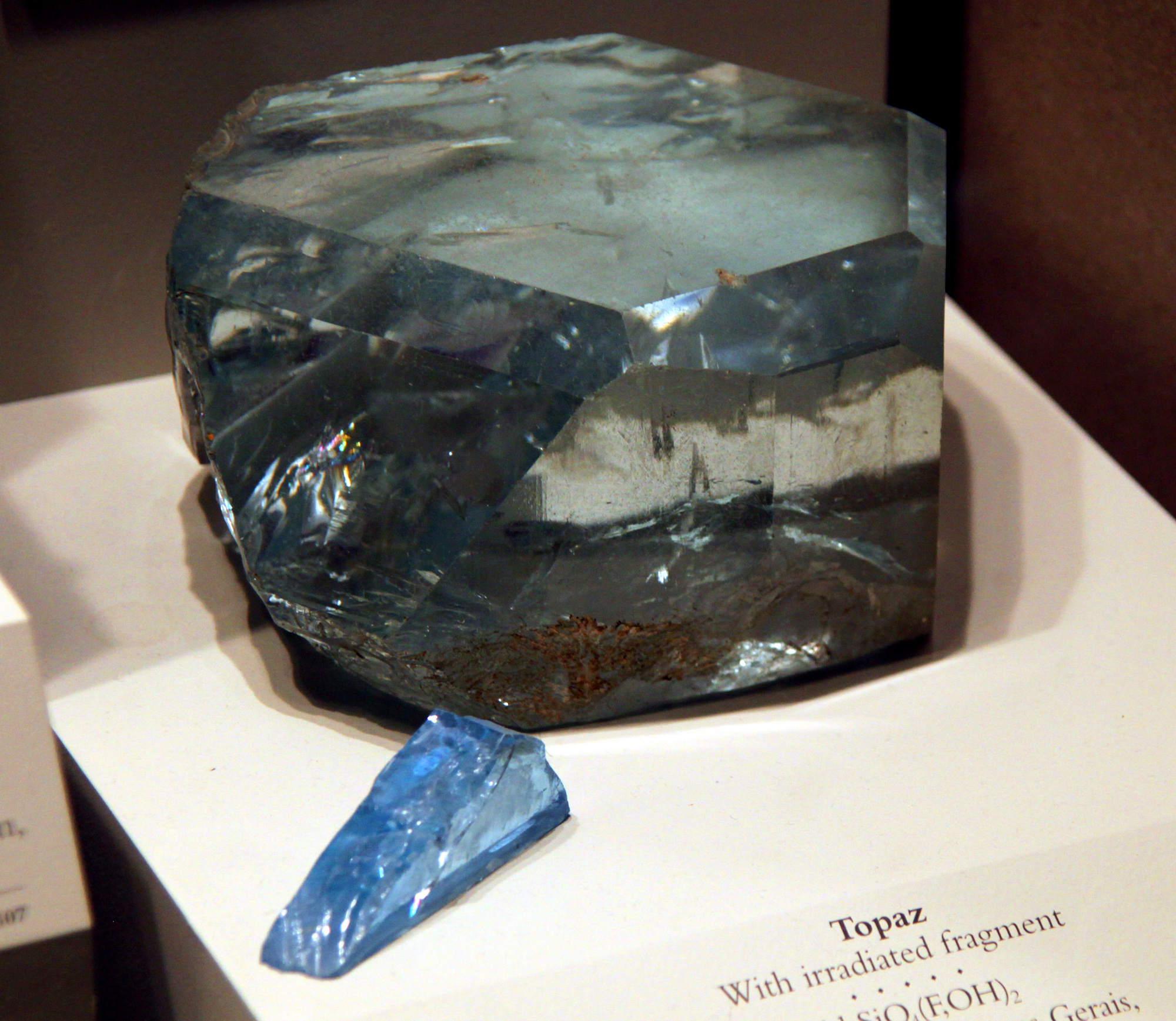
Duża bryła naturalnego topazu z małym fragmentem poddanym działaniu promieniowania gamma i podgrzaniu po ostudzeniu w celu uzyskania atrakcyjnej intensywnej jasnoniebieskiej barwy

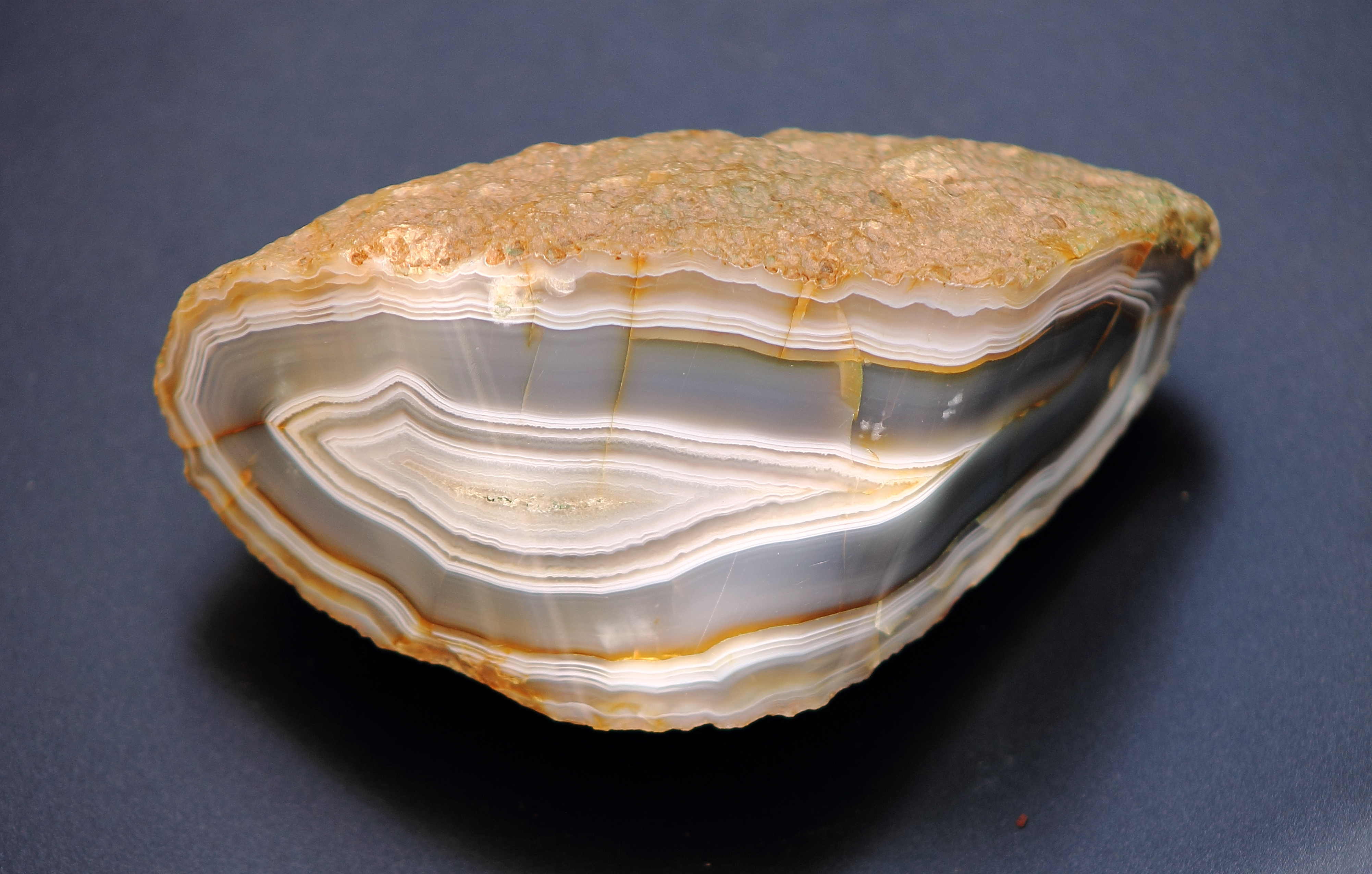
Agat naturalny

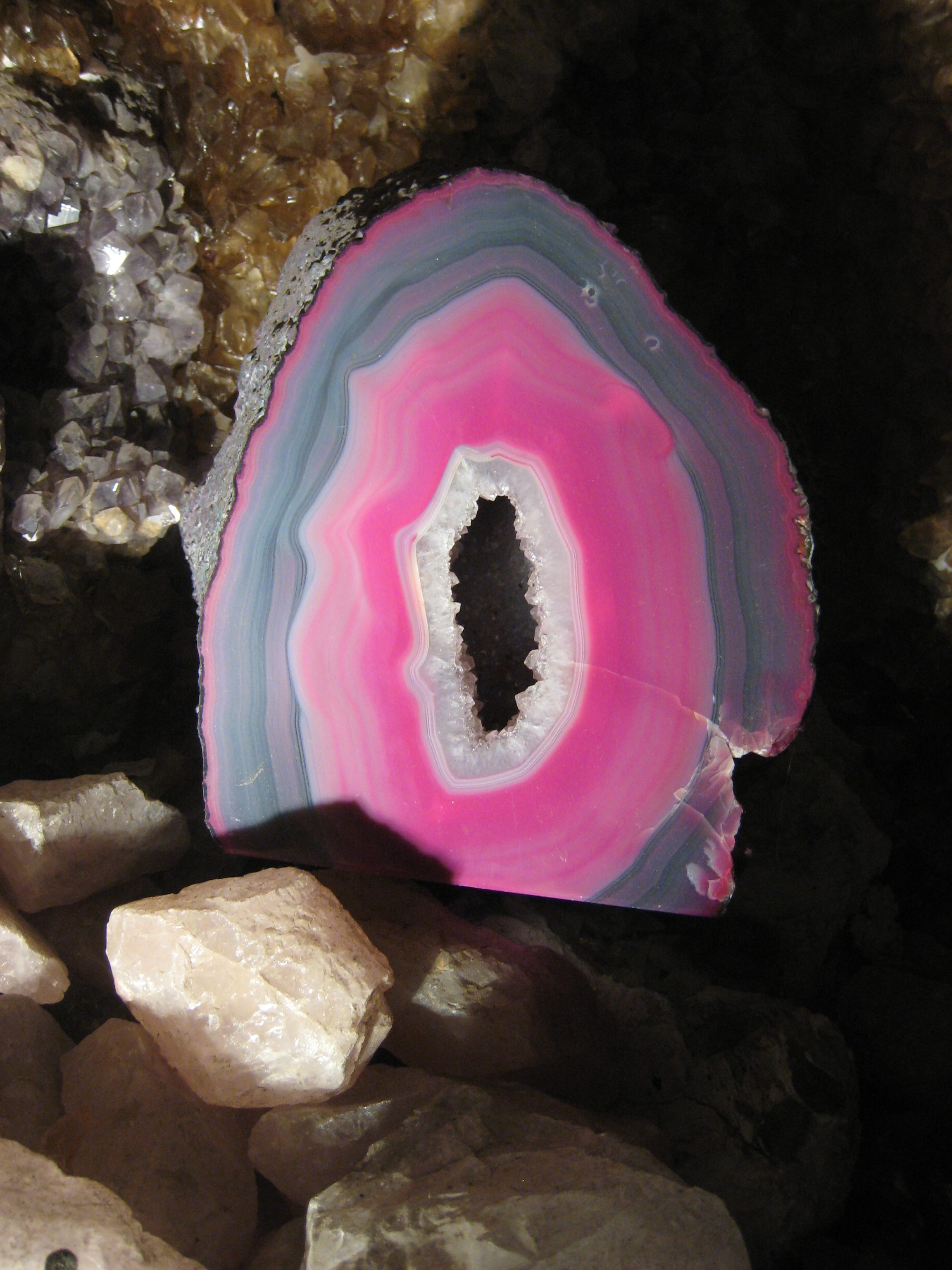
Agat barwiony na różowo

Proceder traktowania (poprawianie, waloryzacja) naturalnych kamieni jubilerskich, mający na celu poprawę ich barwy i czystości, a także maskowanie lub usuwanie naturalnych niedoskonałości tj. inkluzje, wtrącenia, rysy czy pęknięcia, nasila się w branży jubilerskiej, zaś stosowane metody są coraz trudniejsze do wykrycia. Sposoby traktowania kamieni, podobnie jak sposoby syntezy kamieni, są różne i w zależności od otrzymanych efektów, mają wpływ na końcową cenę. Kwestię związaną z udzielaniem informacji o traktowanych kamieniach starają się rozwiązać międzynarodowe organizacje zrzeszające jubilerów. Polskie ustawodawstwo nie nakłada obowiązku kontrolowania jakości i autentyczności kamieni jubilerskich na sprzedawców biżuterii, podczas gdy obowiązkowo badane muszą być kruszce użyte do wyrobu. W celu sprawdzenia charakteru, jakości i wartości kamienia zamontowanego w biżuterii nabywca musi skontaktować się z własnej inicjatywy i na własny koszt z niezależnym rzeczoznawcą jubilerskim o kwalifikacjach potwierdzonych egzaminem uznanej instytucji gemmologicznej.
Przykładami metod traktowania są: impregnowanie, napromieniowanie i podgrzewanie. Kamienie, które zostały zmienione w ten sposób określa się mianem traktowanych.
Nasycenie barwnikiem prowadzi do poprawy barwy. Stosując impregnowanie można też zamaskować skazy i spękania. Napromieniowaniem można poprawić przejrzystość i połysk, np. diamentu czy topazu. Podgrzewanie może wzmocnić klarowność, a nawet zmienić barwę, np. podgrzany szafir przyjmuje nasyconą barwę niebieską, a szaroniebieski tanzanit zmienia barwę na niebieskofioletową.
Nie tylko naturalne kamienie kolorowe, ale także naturalne diamenty po cięciu i szlifowaniu są poddawane zabiegom mającym na celu poprawienie ich naturalnego wyglądu, aby stały się atrakcyjniejsze, a po zamaskowaniu niedoskonałości, z diamentu o niskiej wartości przeistoczyły się w diament o wysokiej jakości, za który można zażądać wyższej ceny, niż byłby warty w rzeczywistości. Inkluzja w diamencie może zostać usunięta przez borowanie laserem w celu wytworzenia mikroskopijnego kanału prowadzącego do zanieczyszczenia, wprowadzenie kwasu i wybielenie zanieczyszczenia, aby było mniej widoczne dla ludzkiego oka. Wgłębienia na powierzchni oraz wewnętrzne pęknięcia mogą zostać wypełnione obcą substancją np. bezbarwną żywicą dla polepszenia wyglądu. Słabej jakości naturalne diamenty mogą zostać napromieniowane, żeby stały się kolorowe. Z kolei brązowawe diamenty mogą zostać poddane działaniu wysokiej temperatury i wysokiego ciśnienia w celu przemiany w bezbarwne, zielone lub żółte. Zabiegi traktowania są z reguły reklamowane jako trwałe i nieodwracalne, ale brakuje potwierdzenia tego stwierdzenia ze strony niezależnych laboratoriów. Diamenty poddane powlekaniu lub wypełnieniu są bardziej wrażliwe na późniejsze czyszczenie, ponowne cięcie czy oprawę i mogą ulec uszkodzeniu.
Informacja o zabiegach, którym został poddany diament powinna zostać ujawniona zarówno ustnie, jak i na dokumencie sprzedaży lub wyceny, podobnie jak informacja o tym, że dany diament nie został poddany żadnym zabiegom upiększającym, tzw. diament nietraktowany.
Barwienie agatowych geod barwnikami nieorganicznymi lub organicznymi zwiększa ich atrakcyjność i podnosi ich cenę rynkową. Np.
zanurzenie w wodnym roztworze kwasu chromowego i chlorku amonu, a następnie wypalenie w temperaturze 150–300 °C nadaje geodzie agatowej zielony kolor. Zielony kolor geody agatowej można też otrzymać przez zanurzenie w alkoholowym roztworze zieleni brylantowej.
Wiele metod traktowania jest objętych tajemnicą zawodową.
Poprawiane (traktowane) w celu podniesienia walorów estetycznych mogą być również kamienie syntetyczne.

### Szlifowanie
Po wydobyciu surowe bryłki kamieni naturalnych poddawane są procesowi szlifowania, aby nadać im formę odpowiednią do wykorzystania w produkcji biżuterii. W przypadku kamieni nieprzezroczystych (np. koral, turkus, bursztyn) stosuje się głównie szlif gładki (płaski lub kaboszonowy), zaś w przypadku kamieni przezroczystych (np. diamenty) preferowany jest szlif fasetowy.
Obróbka kamieni barwnych (proces cięcia, szlifowania, polerowania czy grawerowania) zamienia surowy kamień w pięknie ukształtowany klejnot, wykorzystywany następnie w tworzeniu biżuterii. Właściwe cięcie i oszlifowanie kamienia pozwala ukryć pewne niedoskonałości i zarazem wydobyć jego kolor i blask.

Surowe i oszlifowane wersje kamieni naturalnych i syntetycznych
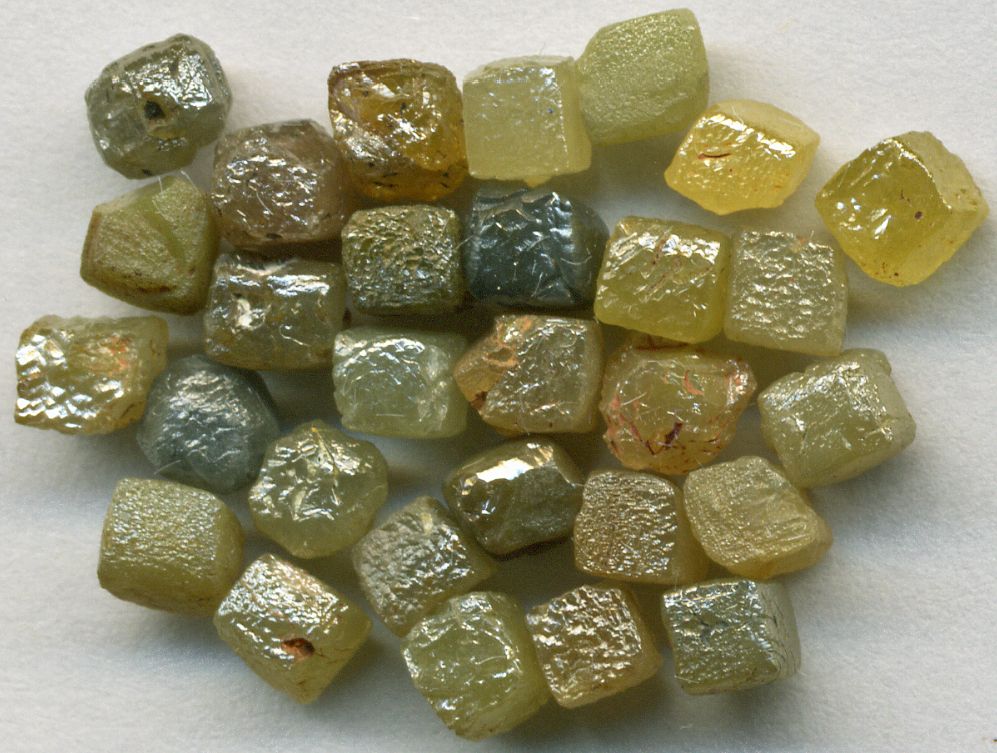
Surowe diamenty z Zairu
Pojedynczy diament po oszlifowaniu
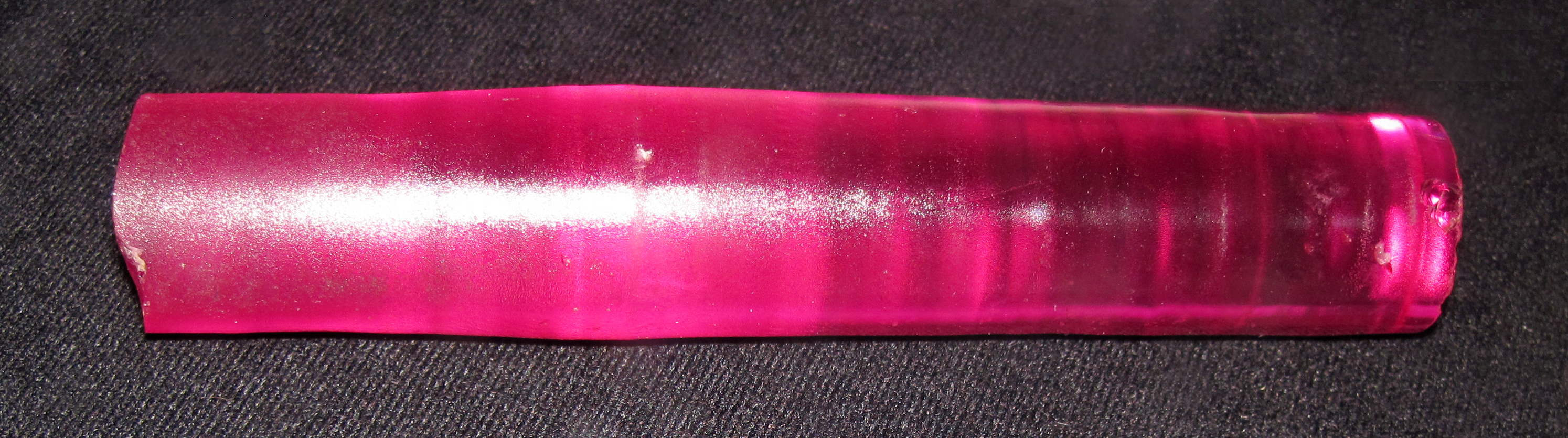
Pręt syntetycznego rubinu
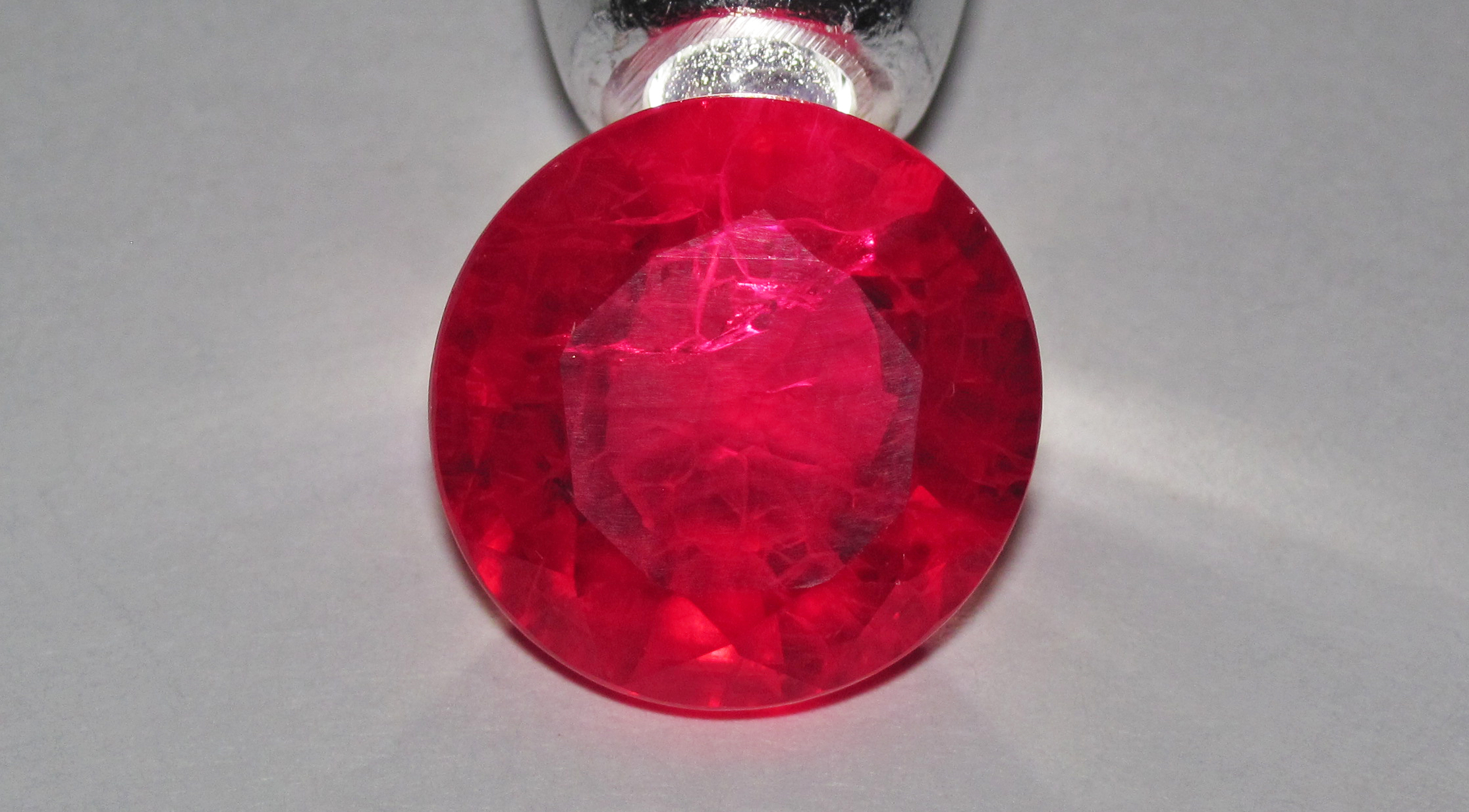
Oszlifowany syntetyczny rubin

## Kamienie syntetyczne

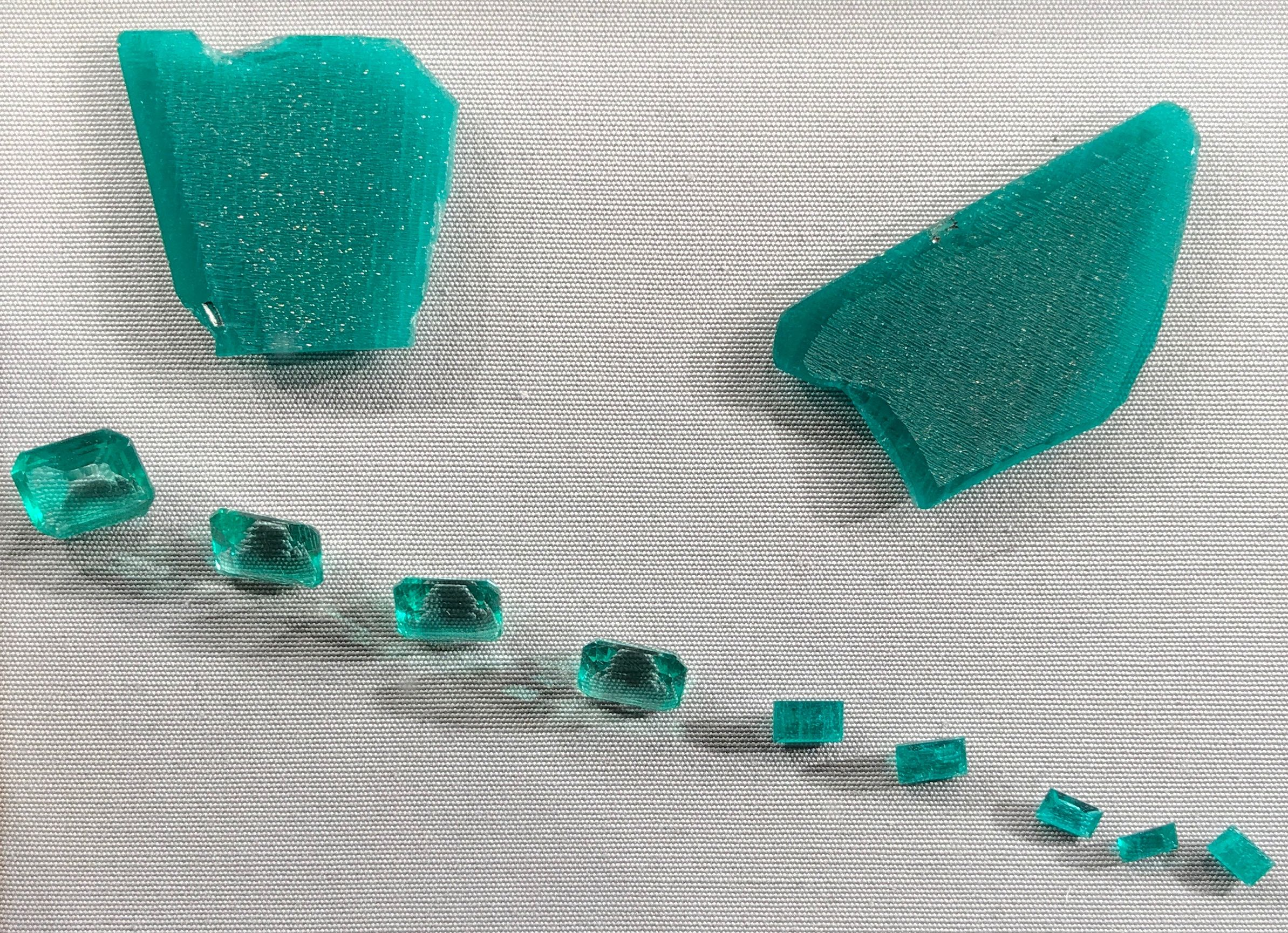
Surowy i oszlifowany syntetyczny szmaragd

Kamienie syntetyczne powstają w wyniku reakcji syntezy chemicznej oraz procesów krystalizacji lub rekrystalizacji, przeprowadzanych w laboratorium w warunkach podobnych do tych, w jakich tworzyły się w przyrodzie.
Kamienie syntetyczne mają identyczny skład chemiczny jak naturalne, takie same właściwości fizyczne oraz strukturę krystaliczną analogiczną lub zbliżoną do naturalnych kamieni szlachetnych i ozdobnych, których są syntetycznymi odpowiednikami. Są duplikatami naturalnych kamieni, lecz wyprodukowanymi w laboratorium przez człowieka – nie mają pochodzenia naturalnego.

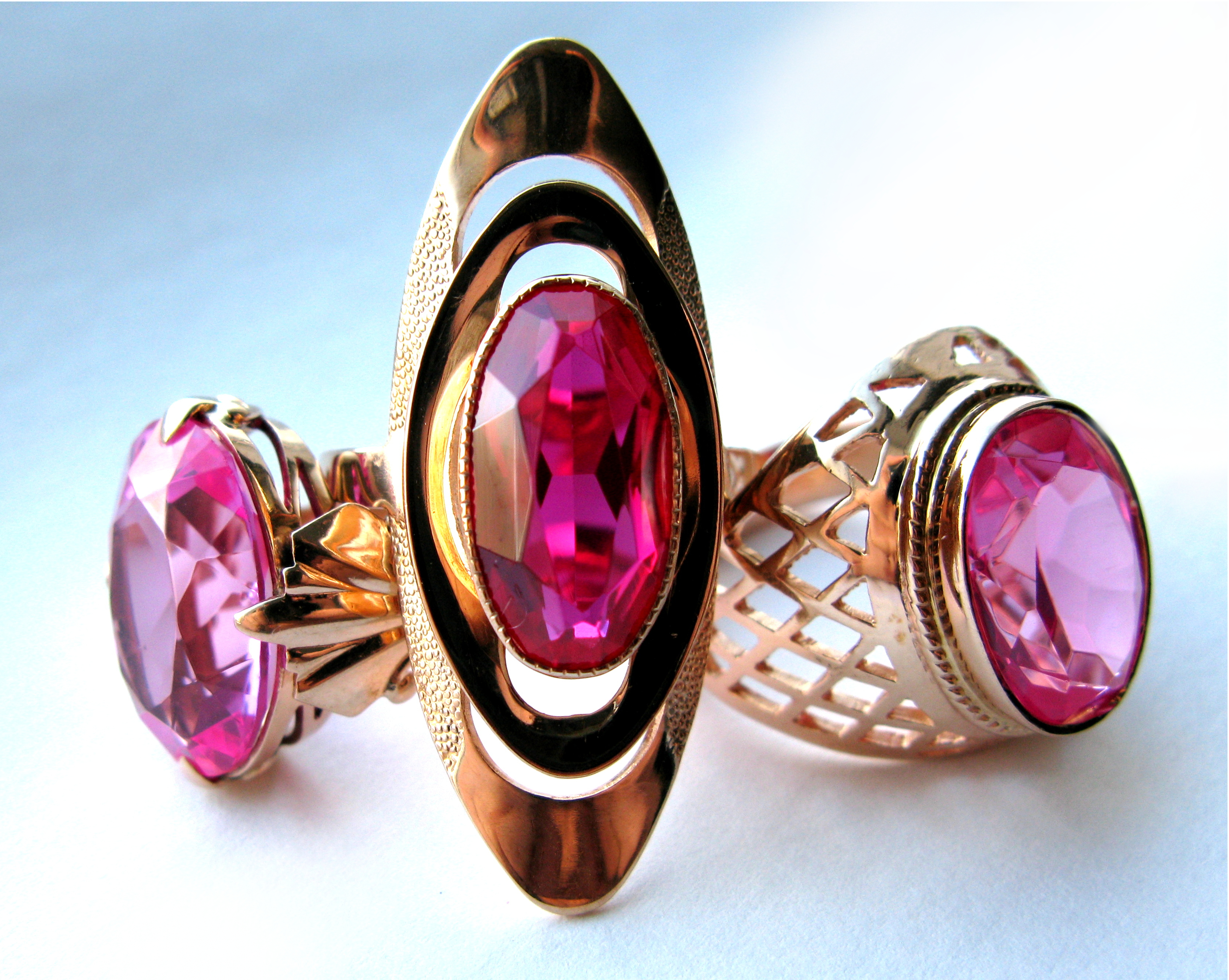
Pierścionki z syntetycznymi rubinami

Informacja o syntetycznym pochodzeniu kamienia powinna być jawna i udostępniana na wszystkich etapach od momentu sprzedaży surowych kryształów aż do momentu sprzedaży detalicznej produktu jubilerskiego, nie wyłączając katalogów czy reklam. Zatajanie tego faktu jest przykładem nieuczciwej praktyki handlowej.
Kamienie syntetyczne kosztują jedynie ułamek ceny ich naturalnych odpowiedników, chociaż produkcja pierwszych syntetycznych diamentów o jakości jubilerskiej była droższa od pozyskiwania naturalnych diamentów ze złóż.
Kamieniami, które mogą być otrzymywane na drodze chemicznej syntezy są np. rubin, szafir (niebieski i inne kolory), szmaragd, kwarc, ametyst, cytryn, chryzoberyl, opal, turkus i spinel. Odróżnienie kamieni naturalnych od ich syntetycznych odpowiedników (syntetyków) może być trudne.
Oprócz kamieni syntetycznych posiadających swoje odpowiedniki w przyrodzie, w jubilerstwie stosowane są także kamienie nieposiadające naturalnego wzorca (ang. homocreates), np. YAG, GGG, cyrkonia stosowane jako syntetyczne imitacje diamentu. Są one też nazywane sztucznymi, np. sztuczny granat GGG i sztuczny granat YAG.

## Imitacje
Imitacje naśladują wygląd zewnętrzny, barwę i inne efekty optyczne naturalnych kamieni szlachetnych i ozdobnych, w tym także tych pochodzenia organicznego, ale nie mają ich cech chemicznych, fizycznych ani krystalograficznych. Imitacje są zrobione przez człowieka częściowo lub całkowicie z kamieni naturalnych lub syntetycznych lub materiałów sztucznych. Do tworzenia imitacji jest szeroko wykorzystywany plastik w postaci celuloidu, bakelitu, pleksiglasu, akrylu, polistyrenu, silikonu czy galalitu. Plastikowe wyroby jubilerskie mogą mieć najróżniejsze kształty, rozmiary i kolory, szlify i efekty optyczne.
Na rynku jubilerskim obecne są coraz doskonalsze imitacje kamieni, które swoim wyglądem przypominają kamienie naturalne. Jako imitacje diamentu wykorzystywane są kryształy syntetycznego rutylu, tytanianu strontu (fabulit), YAG, sztuczny GGG, cyrkonia i moissanit.
Przykładowo wyroby z GGG mogą być różnej i znacznej wielkości, mają szlif fasetowy, często brylantowy. GGG jest zazwyczaj bezbarwny i przezroczysty. Zasadniczo nie ma skaz, jedynie czasem pęcherzyki gazowe. Traktowanie nie jest stosowane w celu jego upiększenia. GGG jest otrzymywany metodą Czochralskiego. Ma mniejszą twardość w skali Mohsa niż diament (6,5 zamiast 10).
Imitacje kamieni jubilerskich wykonane z syntetycznego szkła są w gemmologii popularnie nazywane „pastami”. W tym celu wykorzystuje się głównie różne rodzaje szkła ołowiowego, a także szkło awenturynowe. Ze szkła zrobione są również wielobarwne „kule agatowe”, będące imitacjami agatu.

Imitacje
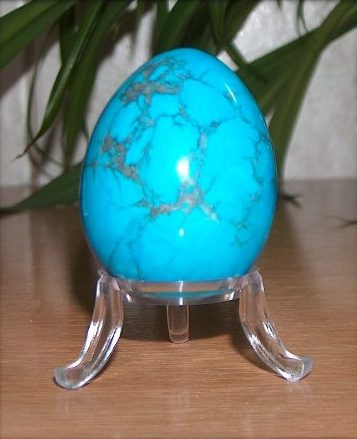
Howlit zafarbowany na kolor turkusowy, imitujący turkus
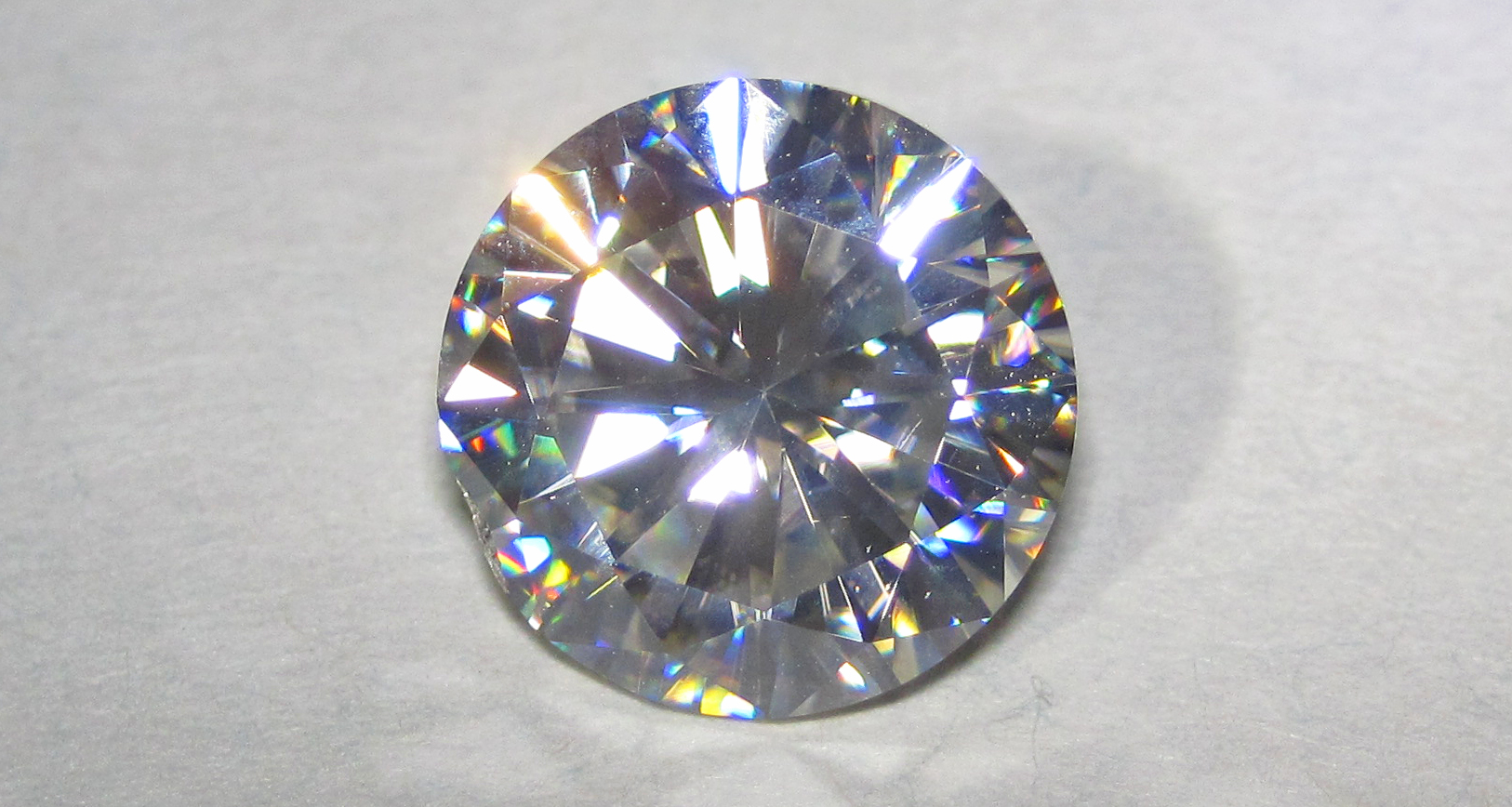
Moissanit (węglik krzemu) imitujący diament (czysty węgiel)
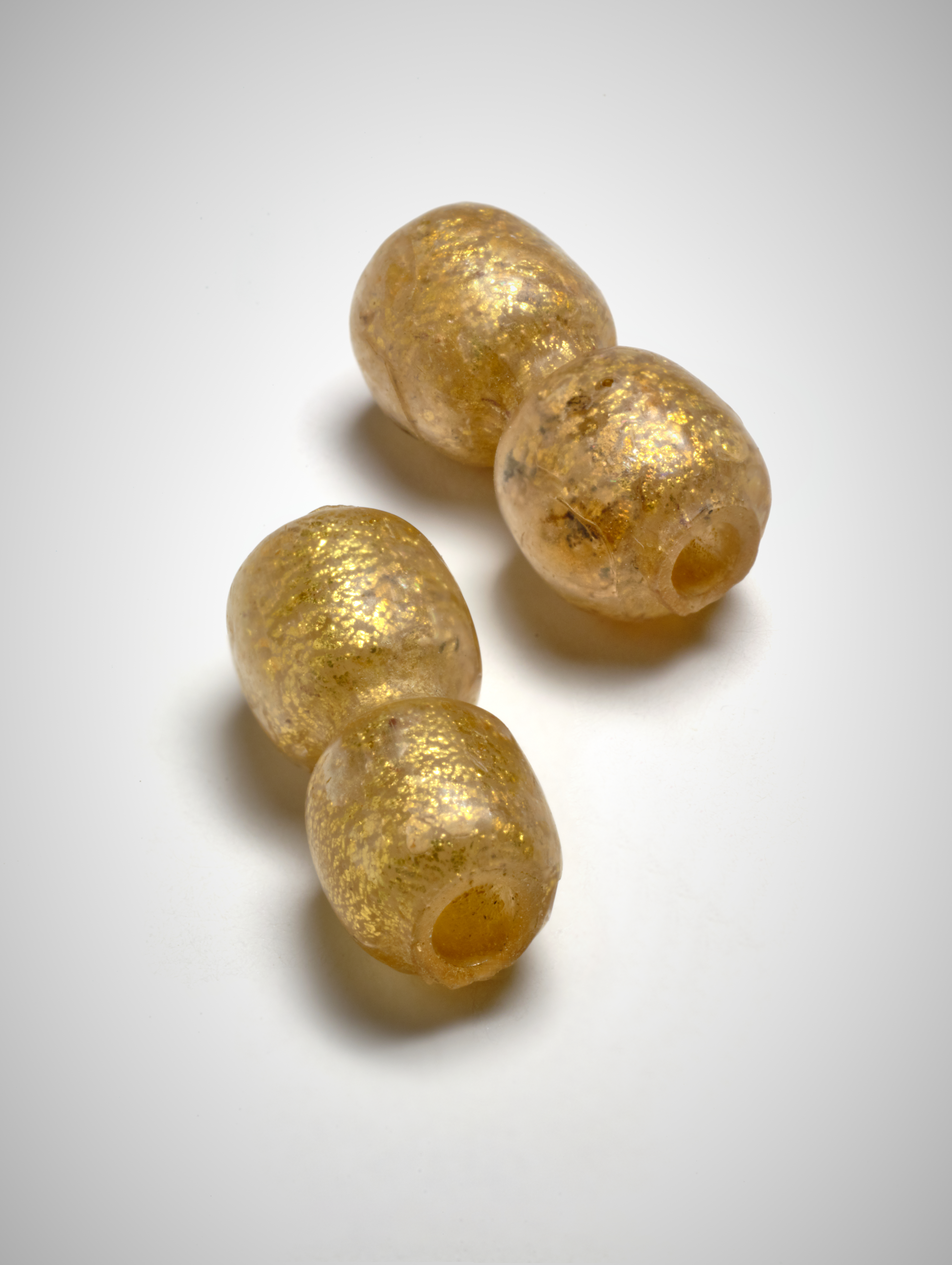
Perły ze szkła
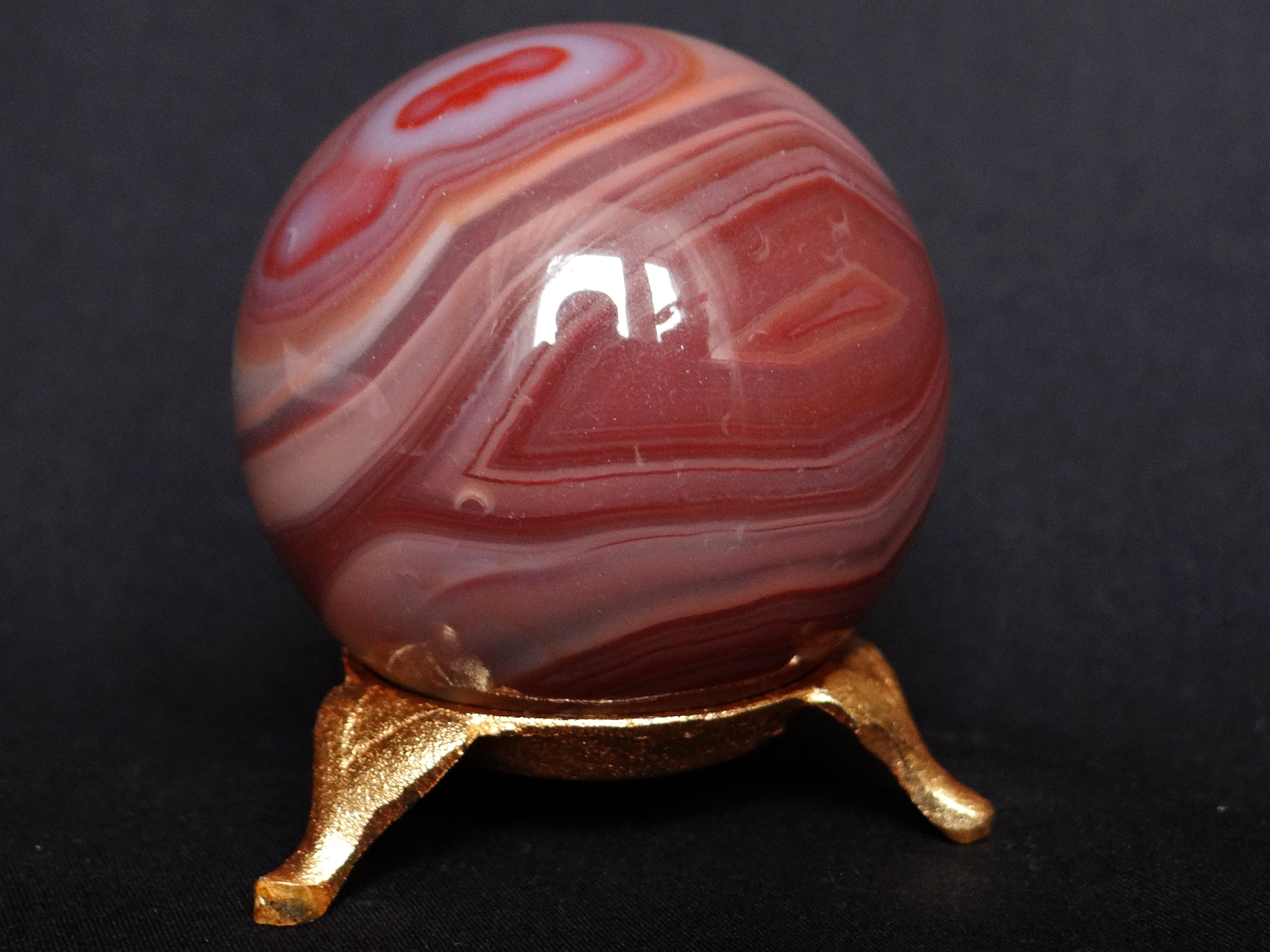
„Kula agatowa”

## Kamienie rekonstruowane

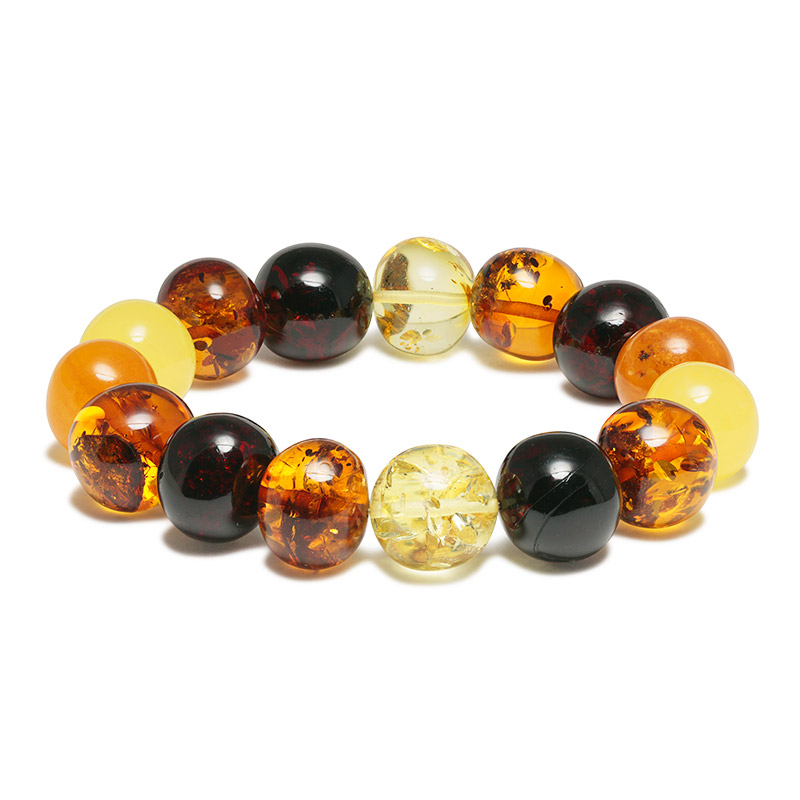
Kulki z rekonstruowanego bursztynu

Kamienie rekonstruowane (ang. reconstructed lub reconstituted) są otrzymywane z rozdrobnionych materiałów naturalnych (złoże kamienia) lub sztucznych (np. pigmenty, żywica akrylowa) przez ich wspólne łączenie, stapianie lub spiekanie. Mają postać ciała stałego (dużych bloków). W ten sposób otrzymywany jest np. koral rekonstruowany (Recon), turkus (różne rodzaje z matriksem lub bez), malachit, jaspis, lapis lazuli. Metoda ta wykorzystuje bardzo drobne i drobne kamienie, które w przeciwnym razie zostałyby odrzucone. Są one ściskane i łączone silnym środkiem wiążącym. Ewentualnie może zostać też dodany barwnik.
Kamienie rekonstruowane można też uzyskać, stosując wysoką temperaturę. Liczne drobne kawałki, np. naturalnego bursztynu, umieszczone w formach o pożądanym kształcie, są ogrzewane aż do prawie temperatury topnienia (dla bursztynu wynosi ona 287 °C), po czym są razem prasowane do uzyskania pojedynczego kamienia. W przypadku bursztynu prasowanego nie trzeba dodawać dodatkowych substancji chemicznych. Proces zachodzi pod wpływem wysokiej temperatury i wysokiego ciśnienia, bez dostępu powietrza. Otrzymany prasowany bursztyn ma kształt pojemnika, w którym przebiegał proces prasowania.

## Kamienie łączone

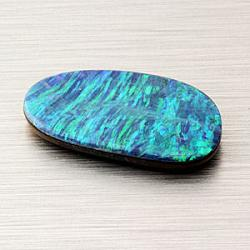
Dublet z opalem

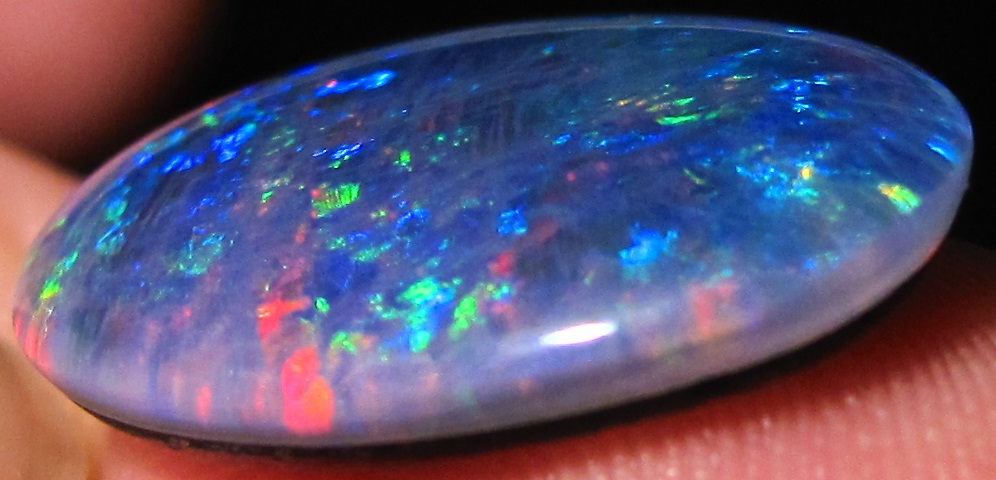
Tryplet z opalem: przezroczysta warstwa kwarcu na powierzchni, opal w warstwie środkowej i czarna podstawa

Kamienie łączone są kamieniami zrobionymi przez człowieka, składającymi się z dwóch lub więcej części, które zostały połączone w jedną całość za pomocą sklejania, spiekania lub topienia, w taki sposób, aby poszczególne elementy były niewidoczne dla nieuzbrojonego ludzkiego oka i kamień dawał wrażenie jednolitego.
Poszczególne części w kamieniu łączonym (składanym) mogą być wykonane z kamieni naturalnych (szlachetnych lub ozdobnych), kamieni syntetycznych lub innych materiałów. Najczęściej stanowią połączenie kamienia naturalnego z materiałem wytworzonym przez człowieka.
Tego rodzaju rozwiązanie stosuje się, aby ochronić cenny kamień naturalny lub kamień bardzo delikatny, uwypuklić walory kamienia naturalnego bardzo małej wielkości, stworzyć tanią imitację drogiego kamienia naturalnego czy fantazyjnych kamieni.

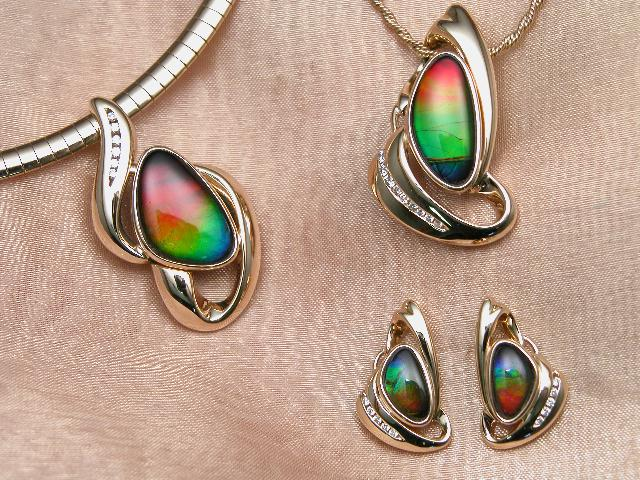
Ammolity w postaci trypletów w biżuterii

Kamienie łączone powstałe z połączenia dwóch części nazywane są dubletami, a z trzech części trypletami, złożone z czterech części – kwadruplami, zaś powstałe ze złożenia więcej niż 4 elementów – multipletami.
Ważną rolę w kamieniach łączonych odgrywają cementy (różnorakie spoiwa), których zadaniem jest trwałe i niezauważalne połączenie poszczególnych elementów. Cementy jubilerskie mogą być bezbarwne lub barwne. Cementy, różniące się barwą od otoczenia, są traktowane jako osobny element całości. Odpowiednie cementy barwne mogą zostać użyte, aby wzmocnić barwę lub wytworzyć/wzmocnić pewne efekty optyczne dubletu, trypletu, kwadrupletu czy multipletu.
Opal w przyrodzie często występuje w postaci bardzo cienkiego plastra, który po oszlifowaniu umieszcza się pomiędzy dwiema płytkami szkła w celu zabezpieczenia przed uszkodzeniem albo przykleja do mocnego, ciemnego podłoża, np. czarnego onyksu, wzmacniając i pogrubiając tym sposobem kamień właściwy, co umożliwia jego wykorzystanie w wyrobie jubilerskim, a dodatkowo czarne tło lepiej akcentuje blask umieszczonego na nim opalu. Tryplet opalu może stanowić połączenie czarnego podłoża na dole i przezroczystej warstwy ochronnej na górze ze szkła czy kwarcu, pomiędzy którymi umieszczony zostaje opal. W celach ochronnych łączenie w tryplety stosuje się w przypadku delikatnych ammolitów. Innym przykładem dubletu jest połączenie naturalnego szafiru na górze z szafirem syntetycznym na dole.